# Rogers' Rangers
I Rogers- Rangers furono una compagnia indipendente di rangers coloniali aggregata all'esercito inglese durante la guerra dei sette anni (chiamata negli USA guerra franco-indiana). L'unità addestrata a tattiche non convenzionali era comandata dal maggiore Robert Rogers era una compagnia di fanteria leggera di rapido impiego con incarichi di ricognizione e conduzione di operazioni speciali contro obiettivi in profondità. Le loro tattiche militari erano così audaci ed efficienti da farli diventare la principale unità di esplorazione dell'esercito della Corona Inglese nelle Colonie americane nel tardi anni '50 del XVIII secolo. Gli Inglesi attribuirono sempre a loro un elevato grado di efficienza nel raccogliere informazioni sul nemico. Più tardi, diversi membri dei Rangers di Rogers divennero comandanti influenti nel corso della guerra d'indipendenza americana. Numerosi ex rangers parteciparono come patrioti alla battaglia di Concord Bridge.
Oggi tre formazioni militari rivendicano la loro discendenza dai Rangers di Rogers:
- Il Queen's York Rangers (1st American Regiment) dell'esercito canadese, formato originariamente da veterani lealisti dei Rangers di Rogers, compreso lo stesso Rogers;
- Il I Battaglione del 119º Artiglieria campale della Guardia nazionale del Michigan, con membri direttamente discendenti per via diretta dal distaccamento di 30 uomini di Rogers di stanza a Fort Detroit (ma le tradizioni militari seguono il reparto e non si tramandano di padre in figlio);
- I Rangers dell'Esercito USA, che affermano di rifarsi alle tradizioni e alle tecniche dei Rangers di Rogers

## Storia

### Guerra franco-indiana
I Rangers di Rogers furono una milizia coloniale nordamericana che combatté per la Corona Inglese durante quella che venne definita Guerra franco-indiana in quelli che sarebbero poi divenuti Stati Uniti e Guerra dei sette anni in Canada, Inghilterra ed Europa. Agli ordini del Maggiore Robert Rogers, essi operarono principalmente nelle regioni del Lago George e del Lago Champlain dello Stato di New York. L'unità fu creata durante il duro inverno del 1755 da forze provinciali acquartierate a Forte William Henry. I Rangers intrapresero frequentemente delle missioni invernali contro città e avamposti militari Francesi, spostandosi su rozze ciaspole e attraversando fiumi ghiacciati.
Benché mai totalmente rispettati dai regolari inglesi, i Rangers di Rogers furono una delle poche forze non indiane in grado di operare in regioni in cui il terreno montagnoso e le durissime stagioni invernali, creavano condizioni proibitive.
Il 21 gennaio 1757, alla Prima Battaglia delle Ciaspole, la milizia di Rogers, forte di 74 rangers tese un agguato e catturò sette francesi vicino a Forte Carillon all'estremità sudorientale del Lago Champlain. Essi si scontrarono contro una milizia franco-canadese e indiani Ottawa composta da 100 uomini provenienti dal Territorio dell'Ohio. Dopo aver raccolto i feriti, le forze di Rogers si ritirarono. Nei loro rapporti, i francesi annotarono il loro svantaggio tattico dato che non indossavano ciaspole e "affondavano nella neve fino alle ginocchia." I Rangers di Rogers erano stati in grado di mantenere le posizioni sulle alture e dietro gli alberi. Secondo Francis Parkman, le perdite tra i Rangers furono di 14 morti e sei catturati, e 48 rientrati indenni e sei feriti. I Francesi, rappresentati da 89 regolari e 90 canadesi ed indiani, ebbero 37 tra morti e feriti.
Dopo la perdita di Forte William Henry alla battaglia omonima nell'agosto del 1757, i Rangers furono acquartierati a Rogers Island in prossimità di Forte Edward. Ciò consentì ai Rangers di addestrarsi e operare con maggiore libertà rispetto alle forze regolari.
Il 13 marzo 1758, alla Seconda Battaglia delle Ciaspole, i Rangers di Rogers tesero un agguato ad una colonna Franco-Indiana divenendo, a loro volta, vittime di un agguato da parte di forze nemiche. I Rangers perdettero 125 uomini nello scontro, più otto feriti, e solo 52 sopravvissero. Un rapporto cita perdite tra i Regolari, che avevano volontariamente accompagnato i Rangers, in numero di due prigionieri e 5 morti. Dei Rangers, 78 furono fatti prigionieri e 47 furono morti o dispersi (di questi 19 prigionieri). Rogers calcolò che le perdite tra i Franco-Indiani furono di 100 morti e circa 100 feriti. Ma, i francesi riferirono nei loro rapporti, dieci indiani uccisi e 17 feriti e tre canadesi feriti.
I Francesi riferirono inizialmente di aver ucciso Rogers nel corso della seconda battaglia. Questo rapporto si basava sul recupero di alcuni oggetti di Rogers, compresa la giubba militare contenente i suoi ordini, ma in realtà egli l'aveva scampata. Questo episodio diede anche origine alla leggenda secondo la quale Rogers si era lasciato scivolare per 350 metri lungo la parete di una montagna fino alla superficie ghiacciata del Lago George. Anche se non esistono prove di questa vicenda, la parete rocciosa divenne nota col nome di "Scivolo di Rogers" o "Roccia di Rogers".
IL 7-8 luglio 1758, i Rangers di Rogers presero parte alla battaglia di Fort Carillon. Il 27 luglio 1758, tra Forte Edwards e Half-Way Brook, 300 Indiani e 200 Franco/Canadesi agli ordini del Capitano Saint Luc tesero un agguato a un convoglio. Gli inglesi ebbero 116 morti (compresi 16 Rangers) e 60 prigionieri.
L'8 agosto 1758, vicino a Crown Point, New York, un reparto composto da Rangers, fanteria leggera e provinciali, rimase vittima di un'imboscata da parte di un distaccamento Franco-Canadese-Indiana composto da 450 uomini agli ordini del Capitano Marin. Nel corso di questa azione, il Maggiore Israel Putnam fu fatto prigioniero. Francis Parkman narra che le perdite inglese furono ammontarono a 49 uomini e che i nemici uccisi furono"...più di cento..". Allo stesso modo, Rogers affermò che le perdite inglesi furono di 33 morti e quelle del nemico 199. Tuttavia, un'altra fonte riferisce che le perdite francesi furono di quattro indiani e sei canadesi uccisi, e quattro indiani e sei canadesi {compresi un ufficiale e un cadetto} feriti.
Nel corso del 1759, i Rangers furono coinvolti in una delle loro operazioni più famose: venne loro ordinato di distruggere l'insediamento Abenaki di Saint-Francis nel Québec. Questo avamposto era stato il punto di partenza di missioni e attacchi contro insediamenti inglesi. Rogers condusse una forza di 200 rangers da Crown Point fin nel cuore del territorio francese. A seguito dell'attacco del 3 ottobre 1759 e della distruzione di Saint-Francis, la forza di Rogers finì le scorte di cibo durante la ritirata attraverso le foreste del Vermont settentrionale. Raggiunta infine una posizione sicura lungo il Fiume Connecticut presso l'abbandonato Fort Wentworth, Rogers lasciò i suoi uomini accampati. Egli ritornò qualche giorno dopo con il cibo e con reparti di rinforzo dal Forte Numero 4, oggi Charlestown, New Hampshire, la città inglese più vicina.
Nella missione contro Saint-Francis, Rogers dichiarò di aver ucciso 200 nemici, e di aver risparmiato 20 donne e bambini, dei quali cinque bambini vennero condotti con i Rangers mentre i restanti bambini e le donne vennero lasciati andare. I Francesi riferirono che solo 30 furono i morti, compresi 20 tra donne e bambini.. Secondo Francis Parkman, le perdite dei Rangers nell'attacco furono un morto e sei feriti; tuttavia, nella ritirata, cinque appartenenti ad una pattuglia di Rangers e quasi tutti gli appartenenti ad una seconda pattuglia di circa 20 furono uccisi o catturati. Una fonte afferma che dei circa 204 Rangers, alleati e osservatori, solo circa 100 fecero ritorno.

### La rivolta di Pontiac e la guerra americana d'indipendenza
Alla fine della guerra, ai Rangers venne dato ordine di prendere il comando di Detroit dalla forze francesi. Dopo la guerra, molti Rangers tornarono alla vita civile. Nel 1763 un'unità simile ai Rogers' Rangers, l'80º Reggimento di Fanteria Leggera (1758-1764), venne coinvolto in un'imboscata durante il Massacro della Bocca del Diavolo durante la Rivolta del Pontiac.
Allo scoppiare della Rivoluzione Americana nella battaglia di Lexington e Concord, ex Rangers si trovavano tra i Minutemen a sparare agli Inglesi. Dopo questi fatti, Rogers offrì il suo aiuto al comandante dell'esercitò dei coloni, George Washington. Questi rifiutò, temendo che Rogers fosse una spia in quanto era appena tornato da un lungo soggiorno in Inghilterra. Irato per il rifiuto, Rogers si unì alle truppe della madrepatria, dove diede vita ai Queen's Rangers (1776) e più tardi i King's Rangers.
I Queen's York Rangers (1st American Regiment) dell'esercito canadese dichiara di discendere dai Rogers' Rangers, così come il 1º battaglione del 119º reggimento di artiglieria del Michigan e gli U.S. Army Rangers

## Nella cultura di massa
- Il romanzo storico Passaggio a Nord-Ovest (1937), di Kenneth Roberts, racconta l'attacco dei Rogers' Rangers nella città abenaki di St. Francis. La prima metà del racconto venne poi trasposta in pellicola nell'omonimo film del 1940.
- Durante la seconda guerra mondiale, l'U.S. Army si interessò alle tattiche dei commando inglesi. Riferendosi alle unità coloniali, si chiamarono "Rangers" come nome ufficiale; queste unità ritengono Rogers il loro padre fondatore e distribuiscono copie dei suoi ordini ai Rangers a tutti gli aspiranti Rangers.
- Nel 1942, il romanziere statunitense Howard Fast pubblicò The Unvanquished, un racconto sulle lotte di George Washington al comando dell'esercito nei primi giorni della Rivoluzione. In molti punti viene citata la figura di Rogers.
- L'opera storica di Steven Brumwell White Devil - A True Story of War, Savagery, and Vengeance in Colonial America (2005) contiene un'analisi della vicenda e dell'attacco di St. François.
- La Mind Lab films ha prodotto un documentario su Robert Rogers e i suoi Rangers intitolato The Battle On Snowshoes (2002).
- I Rogers' Rangers compaiono nel videogioco del 2005 Age of Empires 3, della Ensemble Studios, nel quale essi rappresentano dei mercenari di fanteria leggera.
- La high school di Methuen, Massachusetts utilizza il soprannome "Rangers". Si tratta infatti del luogo di nascita di Robert Rogers.
- Il videogioco del 2009 Empire: Total War vede i Rogers' Rangers come un'utilizzabile unità della versione Special Forces Edition.

## Membri Celebri
- Maggiore Robert Rogers
- Capitano James Rogers
- Capitano John Stark
- Jonathan Moulton
- Joseph Cilley
- Israel Putnam
- Moses Hazen
- William Stark